# Prorodes phalangiodalis
Prorodes phalangiodalis là một loài bướm đêm trong họ Crambidae.